# India Hook
India Hook – jednostka osadnicza w Stanach Zjednoczonych, w stanie Karolina Południowa, w hrabstwie York.